# Гуляки
Гуляки — картина голландского художника XVII века Яна Стена. Хранится в Эрмитаже, куда попала в 1764 году из коллекции Иоганна Гоцковского, приобретенной Екатериной II.

## Описание
В комнате у камина удобно разместились пожилые супруги. Семья бедная: об этом свидетельствуют дешевая мебель и одежда владельцев без атласа, позументов и украшений, драгоценных кружев.
Художник открыто подал главных персонажей пьяными. Мужчина еще держится на стуле, а его жена уже засыпает. Еще мгновение — и она может упасть на пол. Обзор комнаты усиливает впечатление беспорядка — оторванный занавес над камином, дыры на старой и давно порванной скатерти. На полу — разбитая фаянсовая трубка. Беспорядок в доме дополняют два сапога — один на полу, который обронила женщина, а второй — на полке рядом с посудой.
Это одна из немногих картин XVII века, которая сохранила деревянную панель, на которой и создано изображение.

## Происхождение
Работа происходила из первой партии коллекции картин купца Иоганна Гоцковского, которая была предназначена для продажи прусскому королю Фридриху II. На момент продажи Фридрих II не смог заплатить за картины полную стоимость и отклонил предложение. Чтобы продемонстрировать свои финансовые возможности, российская императрица Екатерина II приобрела эту и многие другие картины.